# 飞龙镇 (富顺县)
飞龙镇，是中华人民共和国四川省自贡市富顺县下辖的一个乡镇级行政单位。

## 行政区划
飞龙镇下辖以下地区：
飞龙社区、新农社区、余丰村、新安村、永胜村、新胜村、蜂窝村、跳墩村、新文村、桐子村、促进村、发农村和真觉村。